# 河北天主教神哲学院
河北天主教神哲学院是由河北省内十个天主教教区（即石家庄教区、沧州教区、唐山教区、保定教区、张家口教区、安国教区、邢台教区、邯郸教区、衡水教区、承德教区）共同成立的一所培养天主教神职人员的修道院。该院院址位于河北省石家庄市学府路（原五七路）3号。

## 简介
1984年12月8日，河北天主教神哲学院成立，该院由河北省内十个天主教教区联合主办。该院最初位于石家庄教区北堂（地址为石家庄市新华区北大街54号）。1989年春，该院迁至学府路3号校址，该校址原来属于天主教严规熙笃会的隐修院神乐院。
1984年到1999年，该院为四年制（以神学为主）。1999年9月，该院改为六年制（哲学两年，神学四年）。2002年9月，该院开始实行初试制，即学员修哲学毕业后进行为期一年的圣召反省。

## 历任董事长、院长
河北天主教神哲学院董事长
- 刘景和主教（1984年—2011年）
- 方建平主教（2011年—）

河北天主教神哲学院院长
- 刘景和主教（1984年—1986年）
  - 刘定汉主教（1984年—1986年，常务副院长）
- 刘定汉主教（1986年—2003年）
  - 陈焕章神父（1986年—1993年，常务副院长）
  - 李连贵神父（1993年—1999年，常务副院长）
  - 弓占平神父（1999年—2005年，常务副院长）
- 马英林主教（2003年—2011年）
  - 穆山林神父（2005年—2011年，常务副院长）
- 封新卯主教（2011年1月12日—）
  - 李占江神父（2011年—，常务副院长）